# Kieran Trippier
Kieran Trippier   (Bury, 19 de setembre de 1990) Kieran John Trippier és un futbolista professional anglès que juga com a lateral dret pel Newcastle United FC i per la selecció nacional anglesa.
Trippier va començar la seva carrera al sistema juvenil del Manchester City però no va aconseguir accedir al primer equip. El febrer de 2010, es va unir a l'equip de la Football League Championship, Barnsley FC, en una cessió d'un mes. Es va tornar a unir a l'equip l'agost de 2010 en una cessió de sis mesos que es va ampliar fins al final de temporada. El juliol de 2011 va ser cedit a l'equip de la Football League Championship Burnley per una temporada que es va convertir en permanent el gener de 2012 per una xifra desconeguda, signant un contracte de tres anys i mig. Va formar part de l'equip de l'any de la Football League Championship de la PFA per dues temporades consecutives: 2012-2013 i 2013-2014. El 2014, va assegurar l'ascens amb el Burnley a la Premier League, ja que l'equip va acabar subcampió de la Football League Championship. També va representar Anglaterra en tots els nivells del sub-18 fins a sub-21, jugant la Copa d'Europa sub-19 de la UEFA de 2009 i la Campionat del Món de Futbol sub-20 de 2009.

## Biografia
Trippier va néixer a Bury, Gran Manchester, fill d'Eleanor i Chris Trippier. Té tres germans: Chris, Curtis i Kelvin. Es va criar a Summerseat a Ramsbottom, Gran Manchester i va estudiar a Holcombe Brook Primary School fins al 2002, seguit per Woodhey High School, on va estudiar cinc anys fins que va acabar el 2007. Va jugar a l'equip de futbol de l'escola i va ajudar-lo a guanyar la Copa Bury dues vegades i el Trofeu Gran Manchester, una. La seva família és seguidora del Manchester United FC, i malgrat que va cridar l'atenció al United, va triar unir-se a l'acadèmia del Manchester City, ja que hi tenia alguns amics i era local per ell.

## Carrera en equips

### Manchester City
Trippier es va unir a l'acadèmia del Manchester City quan tenia nou anys, on va progressar a través de les files de l'equip, signant el seu primer contracte professional el 2007. La temporada 2007-2008 es va convertir en titular de l'equip de reserva i va formar part de l'equip que va guanyar la Copa FA Juvenil. L'agost de 2009 va jugar un amistós de prestigi contra el FC Barcelona al Camp Nou. Va fer el tour de pretemporada amb el primer equip als Estats Units l'estiu de 2010.

### Barnsley
El febrer de 2010 va ser cedit per un mes al club de la Football League Championship Barnsley FC. Va jugar tres partits durant tot el període de la cessió, debutant en una derrota 2-1 contra el Middlesbrough. La seva cessió es va acabar abans d'hora perquè va patir una lesió al Scunthorpe United que el va mantenir fora del terreny de joc per deu dies. L'agost de 2010 es va tornar a unir al Barnsley pel seu segon període amb l'equip en una cessió de sis mesos. Va fer el seu segon debut per l'equip en una derrota 1-0 a casa contra el Rochdale AFC a la Copa de la Lliga. El gener de 2011 Trippier va acceptar quedar-se al Barnsley FC pel que quedava de la temporada 2010-2011. Va marcar el seu primer gol professional pel Barnsley en un empat 3-3 contra el Leeds United FC, amb un tir lliure des de 23 metres a Elland Road el febrer de 2011. El seu segon gol va ser contra el rival local Doncaster Rovers amb un altre tir lliure espectacular, empatant el partit pels hostes a Oakwell. Va acabar jugant 41 partits en totes les competicions, guanyant el premi al jugador jove de l'any.

### Burnley

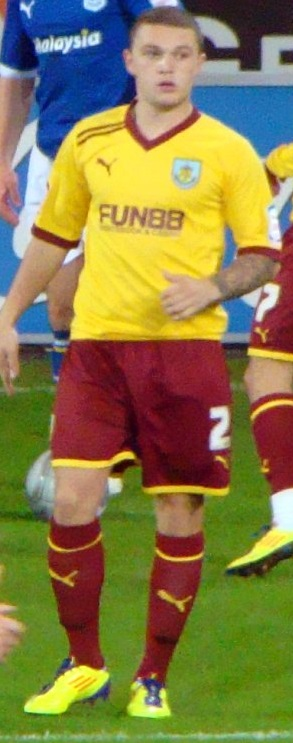
Trippier jugant pel Burnley el 2011.

El juliol de 2011, Trippier va fitxar pel club de la Football League Championship Burnley com a cessió per substituir el sortint Tyrone Mears. Va debutar pel Clarets l'agost de 2011, en un empat a casa 2-2 amb el Watford. El seu primer gol per l'equip va ser el setembre de 2011, amb un tir lliure a llarga distància superb contra el Milton Keynes Dons en una victòria 2-1 a la Copa de la Lliga. El seu primer gol de la lliga va ser el desembre de 2011, en una victòria 1-0 contra el Brighton & Hove Albion a l'Estadi Falmer, amb un llançament potent de la vora de la línia. El desembre de 2011, després d'impressionar durant la seva cessió, Trippier va ser nomenat pel premi jugador del mes del Championship. El 2 de gener de 2012, va rebre la seva primera targeta vermella professional en rebre'n dues de grogues en una derrota 2-1 contra el Leeds United FC. Un dia després, Burnley va fitxar Trippier amb un contracte permanent de tres anys i mig per un preu desconegut. El gener de 2012 va marcar el seu segon gol per l'equip, marcant a distància en una victòria 2-0 fora de casa contra el Middlesbrough. El març de 2012, va marcar el primer de cinc gols contra el Portsmouth a Fratton Park. Va jugar en tots els 46 partits de lliga en la seva primera temporada, i el seu equip va acabar a la meitat de la taula, i va guanyar el premi al jugador de l'any de Burnley.
Trippier va seguir impressionar durant la segona temporada a l'equip sent virtualment omnipresent, i va ser elegit a l'equip de l'any del Championship de la PFA el 2012-2013. L'agost de 2013, va marcar un tir lliure en una victòria 2-0 contra el Preston North End a la Copa de la Lliga. El gener de 2014, va sentenciar una victòria 3-2 contra el Huddersfield Town amb un gol a última hora. Va tornar a formar part de l'equip de l'any del Championship de la PFA per diverses temporades consecutives, mentre el Burnley va acabar subcampió i va ascendir a la Premier League. El maig de 2014 va signar un nou contracte millorat de tres anys fins al 2017 després que l'Arsenal FC hi mostrés interès.

### Tottenham Hotspur
El 19 de juny de 2015 Tripper va signar per l'equip de la Premier league Tottenham per 3,5 milions de lliures, després de passar amb èxit l'examen mèdic, convertint-se en el segon fitxatge del club d'aquell estiu. Trippier havia de competir amb Kyle Walker per la posició de defensa dret sota l'entrenador Mauricio Pochettino, Trippier no va ser titular pel Tottenham abans de Nadal mentre s'anava adaptant a l'equip. El 6 de febrer de 2016 va marcar el seu primer gol pel Tottenham, marcant d'una passada de Dele Alli, que va acabar sent el gol de la victòria en una victòria 1-0 contra el Watford. Trippier va jugar en sis partits pel Tottenham durant la temporada de la Premier League, sent-ne titular en cinc mentre que Walker estava en la seva millor forma dels últims anys. Tanmateix, Trippier va jugar tots els minuts de la campanya del Tottenham a la Lliga Europa, on va arribar a vuitens de final.
Malgrat els rumors que se n'aniria al Southampton, Trippier va confirmar que "estava realment content a l'equip" i que "no pensava en marxar". Trippier va debutar a la Lliga de Campions en un partit de la fase de grups contra el CSKA Moscou el 27 de setembre de 2016. Va jugar bé en una posició de defensa dret com a substitut de Kyle Walker, que s'havia lesionat durant la temporada 2016-2017, i això li va fer guanyar la seva primera convocatòria per la selecció nacional anglesa.

#### Temporada 2017-2018

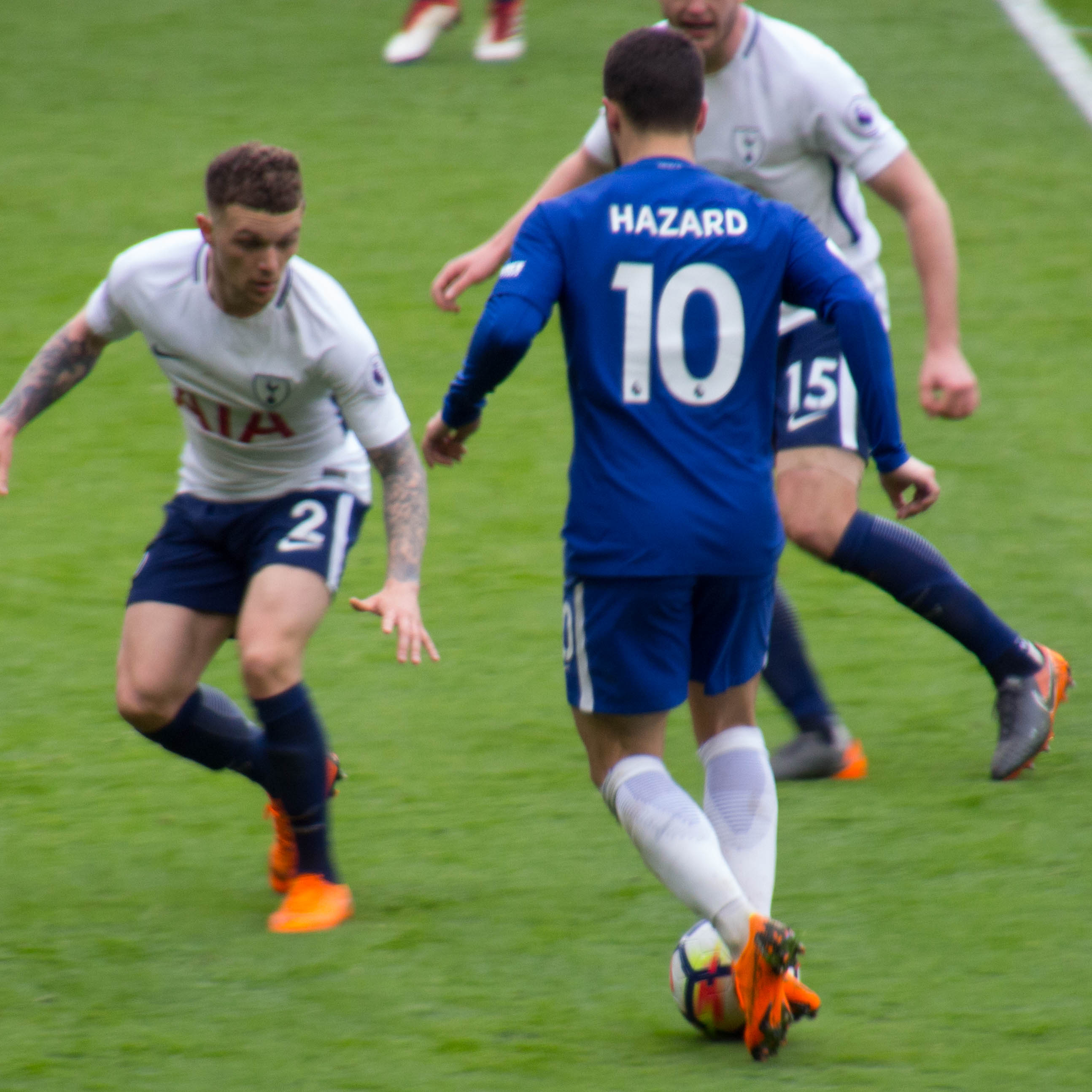
Trippier (esquerra) jugant pel Tottenham Hotspur FC el 2018.

El 30 de juny de 2017, Trippier va signar un contracte de cinc anys, comprometent-se amb l'equip fins al 2022. Com que Walker se'n va anar al Manchester City, Trippier va convertir-se en titular de l'alineació del Tottenham Hotspur a començaments de la temporada 2017-2018, encara que es va perdre el primer partit de la temporada a causa d'una lesió ocasionada en un partit amistós contra la Juventus FC que l'Spurs va guanyar 2-1. Tanmateix, un nou fitxatge del Tottenham aquella temporada, Serge Aurier, va fer que ell i Aurier es rotessin la posició de defensa dret. Va impressionar amb les seves actuacions aquella temporada, en concret al partit a casa de la Lliga de Campions contra el Reial Madrid l'1 de novembre de 2017, que l'Spurs va guanyar 3-1.

## Carrera internacional
Trippier va ser convocat per primer cop per Anglaterra com a sub-18 el novembre de 2007 per un amistós contra Ghana al Priestfield Stadium, Gillingham. Va debutar-hi en una victòria 2-0, sortint com a substitut per Seth Nana Twumasi. Després va passar a l'equip sub-19 el novembre de 2008 per la classificació al Campionat Europa sub-19 de la UEFA de 2009 en un partit contra Albània, debutant en una victòria 3-0 a Coleraine, Irlanda del Nord. Va ser un pilar de l'equip quan es va classificar per la final de la Copa d'Europa sub-19 de la UEFA de 2009 a Ucraïna, i va formar part de l'equip de la final del torneig. Va jugar força al torneig, Anglaterra va arribar a la final però van ser derrotats per Ucraïna, el país organitzador, en una victòria 2-0. Després d'arribar a la final, Anglaterra es va classificar per la Copa del Món de la FIFA sub-20 de 2009 a Egipte al cap d'un mes i Trippier va ser convocat en l'equip de 21 jugadors. Va jugar tots els tres partits, i Anglaterra va ser eliminada en acabar última del grup amb derrotes contra l'Uruguai i Ghana, i un empat a u contra l'Uzbekistan. L'octubre de 2010, va rebre la seva primera convocatòria a la selecció sub-21 pel Campionat d'Europa sub-21 de la UEFA de 2011 per una eliminatòria contra Romania, encara que no va jugar en el partit. Va debutar-hi un mes després en un amistós internacional contra Alemanya, perdent 2-0. El seu últim partit per la sub-21 va ser en un amistós internacional contra Itàlia el febrer de 2011 a l'Estadi Carlo Castellani a Empoli. Va sortir com a substitut a la segona part de Josh McEachran en una derrota 1-0.
Trippier va ser convocat a la selecció professional per primer cop a la classificació per la Copa del Món de Futbol de 2018 contra Escòcia el 10 de juny de 2017 i en un amistós contra França el 13 de juny de 2017, debutant contra Escòcia en una derrota 3-2.
Va ser convocat a l'equip de 23 homes de la selecció nacional anglesa per la Copa del Món de Futbol de 2018.

## Vida personal
Trippier té un germà, Kelvin Lomax, que també juga al futbol professional, però ha fet servir el cognom matern en la seva carrera professional. El juny de 2016, Trippier es va casar amb Charlotte a Xipre i el seu fill, Jacob, va néixer el desembre de 2016.

## Estadístiques de la carrera

### Equip
Actualitzat el final de la temporada 2017-2018.
| Equip                | Temporada           | Lliga                        | Lliga   | Lliga | Copa    | Copa | Copa de la Lliga | Copa de la Lliga | Europa  | Europa | Total   | Total |
| Equip                | Temporada           | Divisió                      | Partits | Gols  | Partits | Gols | Partits          | Gols             | Partits | Gols   | Partits | Gols  |
| -------------------- | ------------------- | ---------------------------- | ------- | ----- | ------- | ---- | ---------------- | ---------------- | ------- | ------ | ------- | ----- |
| Manchester City      | 2009–10             | Premier League               | 0       | 0     | 0       | 0    | 0                | 0                | —       | —      | 0       | 0     |
| Manchester City      | 2010–11             | Premier League               | 0       | 0     | —       | —    | —                | —                | —       | —      | 0       | 0     |
| Manchester City      | Total               | Total                        | 0       | 0     | 0       | 0    | 0                | 0                | —       | —      | 0       | 0     |
| Barnsley FC (cessió) | 2009–10             | Football League Championship | 3       | 0     | —       | —    | —                | —                | —       | —      | 3       | 0     |
| Barnsley FC (cessió) | 2010–11             | Football League Championship | 39      | 2     | 1       | 0    | 1                | 0                | —       | —      | 41      | 2     |
| Barnsley FC (cessió) | Total               | Total                        | 42      | 2     | 1       | 0    | 1                | 0                | —       | —      | 44      | 2     |
| Burnley              | 2011–12             | Football League Championship | 46      | 3     | 0       | 0    | 4                | 1                | —       | —      | 50      | 4     |
| Burnley              | 2012–13             | Football League Championship | 45      | 0     | 1       | 0    | 2                | 0                | —       | —      | 48      | 0     |
| Burnley              | 2013–14             | Football League Championship | 41      | 2     | 1       | 0    | 4                | 1                | —       | —      | 46      | 3     |
| Burnley              | 2014–15             | Premier League               | 38      | 0     | 2       | 0    | 1                | 0                | —       | —      | 41      | 0     |
| Burnley              | Total               | Total                        | 170     | 5     | 4       | 0    | 11               | 2                | —       | —      | 185     | 7     |
| Tottenham Hotspur FC | 2015–16             | Premier League               | 6       | 1     | 2       | 0    | 1                | 0                | 10      | 0      | 19      | 1     |
| Tottenham Hotspur FC | 2016–17             | Premier League               | 12      | 0     | 5       | 0    | 2                | 0                | 3       | 0      | 22      | 0     |
| Tottenham Hotspur FC | 2017–18             | Premier League               | 24      | 0     | 6       | 0    | 2                | 0                | 3       | 0      | 35      | 0     |
| Tottenham Hotspur FC | Total               | Total                        | 42      | 1     | 13      | 0    | 5                | 0                | 16      | 0      | 76      | 1     |
| Total de la carrera  | Total de la carrera | Total de la carrera          | 254     | 8     | 18      | 0    | 16               | 2                | 16      | 0      | 308     | 10    |

1. ↑  Partits a la Lliga Europa de la UEFA
2. 1 2  Partits a la Lliga Europa de la UEFA

### Internacional
Actualitzat el 7 de juliol de 2018.
| Selecció nacional | Any   | Partits | Gols |
| ----------------- | ----- | ------- | ---- |
| Anglaterra        | 2017  | 3       | 0    |
| Anglaterra        | 2018  | 8       | 0    |
| Total             | Total | 11      | 0    |

## Palmarès
Juvenil del Manchester City
- Copa FA juvenil: 2007-2008[60]

Burnley
- Subcampió del Football League Championship: 2013-2014[31][61]

Atlético de Madrid
- 1 Lliga espanyola: 2020-21

Individual
- Jugador jove de l'any del Barnsley FC: 2010-2011[62]
- Jugador de l'any del Burnley: 2011-2012[26]
- PFA Team of the Year: 2012-2013[27] i 2013-2014[30]